# Lê Mạnh Cường
Lê Mạnh Cường là một Trung tướng Công an nhân dân Việt Nam. Ông hiện giữ chức vụ Phó Tổng cục trưởng Tổng cục Tình báo (Tổng cục V), Bộ Công an Việt Nam.

## Sự nghiệp
Năm 2010, 2011, 2012, ông mang quân hàm Thiếu tướng Công an nhân dân Việt Nam, giữ chức vụ Phó Tổng cục trưởng Tổng cục Tình báo (Tổng cục V), Bộ Công an Việt Nam.
Năm 2014, ông được thăng quân hàm Trung tướng.
Năm 2014, ông mang quân hàm Trung tướng, giữ chức vụ Phó Tổng cục trưởng Tổng cục Tình báo (Tổng cục V), Bộ Công an Việt Nam.